# لياندرو غيريرو
لياندرو غيريرو (بالبرتغالية: Leandro Guerreiro‏) هو لاعب كرة قدم برازيلي في مركز الوسط، ولد في 17 نوفمبر 1978 في ساو بورخا، ريو جراندي دو سول في البرازيل. لعب مع بوتافوغو ريغاتاس ونادي إنترناسيونال ونادي بونتي بريتا ونادي بيسكارا ونادي ساليرنيتانا ونادي غواراني ونادي كروزيرو ونادي كريسيوما ونادي نابولي.

## وصلات خارجية
- لياندرو غيريرو على موقع قاعدة بيانات كرة القدم.إي يو (الإنجليزية)
- لياندرو غيريرو على موقع Soccerway.com (الإنجليزية)
- لياندرو غيريرو على موقع عالم كرة القدم.نت (الإنجليزية)